# Iurie Leancă
Iurie Leancă, né le 20 octobre 1963 à Cimișlia, en République socialiste soviétique moldave, est un homme politique moldavo-roumain, membre du Parti populaire européen de Moldavie (ro) (PPEM).

## Biographie

### Jeunesse, formation et débuts politiques
Iurie Leancă est né le 20 octobre 1963 à Cimișlia. Son père est moldave et sa mère bulgare. Il étudie à Institut d'État des relations internationales de Moscou de 1986 à 1993 et poursuit ensuite une carrière de diplomate. Il est élu député au Parlement lors des élections législatives du 5 avril 2009.

### Ministre des Affaires étrangères
Réélu au moment du scrutin anticipé du 29 juillet 2009, il est nommé, deux mois plus tard, premier vice-Premier ministre et ministre des Affaires étrangères et de l'Intégration européenne dans le premier gouvernement du libéral-démocrate Vlad Filat.
Après la tenue des élections anticipées du 28 novembre 2010, il est reconduit dans ses fonctions au sein du gouvernement Filat II. Ce dernier est renversé, le 5 mars 2013, par une motion de censure.

### Premier ministre

#### Premier mandat
Le 25 avril suivant, le président de la République, Nicolae Timofti, le nomme Premier ministre par intérim, puis le charge de former le nouveau gouvernement. Le 30 mai, son cabinet, formé du PLDM, du Parti démocrate de Moldavie (PDM) et du Conseil des réformateurs du Parti libéral (CRPL, dissidence du Parti libéral), remporte le vote de confiance avec 58 votes favorables.

#### Second mandat avorté
Près de deux mois après les élections législatives du 30 novembre 2014, il est proposé par le président de la République, Nicolae Timofti, comme candidat à sa propre succession.
Ne disposant que du soutien minoritaire du PLDM et du PDM, il annonce vouloir consulter le PL et le Parti des communistes de la république de Moldavie (PCRM), ainsi que « s'intéresser » aux idées économiques du Parti des socialistes de la république de Moldavie (PSRM).
Le 12 février, il échoue à remporter la confiance des députés, son gouvernement totalisant 42 voix favorables alors qu'un minimum de 51 est constitutionnellement nécessaire. Deux jours plus tard, sur proposition du PLDM, le président de la République désigne l'entrepreneur Chiril Gaburici comme nouveau formateur.

### Après le gouvernement
Il annonce le 26 février suivant qu'il quitte le PLDM, puis fonde un mois plus tard un nouveau parti, le Parti populaire européen de Moldavie (PPEM) avec les anciens ministres Eugen Carpov et Octavian Țîcu. Pour les élections locales du 14 juin 2015, le PPEM forme une coalition qui atteint 7,6 % des suffrages exprimés, arrivant nettement derrière le PLDM ou le Parti des communistes de la république de Moldavie (PCRM). À Chișinău, son candidat au poste de maire finit troisième du premier tour avec 10 % des suffrages exprimés.
Candidat à l'élection présidentielle du 30 octobre 2016, Leancă totalise à peine 44 065 voix, soit 3,1 % des suffrages exprimés. Il se classe ainsi quatrième du premier tour.

#### Candidature infructueuse aux élections européennes
Il se présente aux élections européennes de 2019 en Roumanie en tant que candidat pour le parti Pro Romania, fondé et dirigé par Victor Ponta. Le parti finit 4e aux élections mais Leancă, n'étant pas en position éligible, ne sera pas élu.